# МіГ-21
МіГ-21 — радянський реактивний фронтовий винищувач 1960-х — 1970-х років. Кодифікація НАТО: Fishbed, неофіційне, але більш популярне прізвисько — «балалайка»
Випускався серійно в СРСР (1959 — 1986 роки), в Індії та Китаї (під позначенням J-7). Китайці випустили ряд власних модифікацій. Літак багаторазово модифікувався. Стояв на озброєнні 68 країн, подекуди використовується і зараз як навчально-тренувальний (Сербія, Індія, країни Африки). Активно використовувався у локальних конфліктах — В'єтнамська війна, арабо-ізраїльські війни, війна в Афганістані, Ірано-іракська війна, війна з НАТО в Югославії.
МАПО МіГ та IAI пропонують програми модифікації МіГ-21 до покоління 4+ (новий двигун, переозброєння, нова авіоніка).

## Характеристики
- Максимальна швидкість: 2125 км/год
- Дальність: 1580 км
- Практична стеля: 19000 м
- Озброєння: 1 × 30 мм гармата НР-30, 2 × 500 кг бомб, 2 × керованих ракет «повітря — повітря» K-13[en]

## Варіанти
- М-21 — дистанційно керований літак-мішень, що випускався з 1985 до 2004 року Львівським ДАРЗ[2].
- Chengdu J-7— китайська копія МіГ-21.

## Оператори
- Ангола
- В'єтнам
- Єгипет
- Ефіопія
- Замбія
- Ємен
- Індія
- Камбоджа
- Киргизстан
- Північна Корея
- КНР
- Куба
- Лівія
- Мадагаскар
- Малі
- Сирія
- Уганда

### Індія
Винищувачі МиГ-21 надійшли на озброєння Індії в 1963 році та десятки років становили основу бойової авіації.
Станом на літо 2022 року на озброєнні Повітряних сил Індії перебувають чотири ескадрильї літаків МиГ-21, кожна з яких складається з 16-18 літаків, включаючи два у навчально-тренувальній версії.
З них одна ескадрилья буде виведена з експлуатації 30 вересня 2022 року.
Наприкінці липня 2022 року джерела індійського видання Times of India у військових колах країни повідомили, що чотири нині наявні ескадрильї старих одномоторних МиГ-21, з високим аварійним рівнем виведуть з експлуатації Повітряних сил Індії до 2025 року.

### Румунія
Після низки аварій та катастроф Румунія 15 квітня 2022 року вирішила припинити експлуатацію наявного парку 27 одиниць МіГ-21 та пришвидшити перехід на F-16AM/BM. Проте, наприкінці травня 2022 року було вирішено повернутись до використання МіГ-21 принаймні ще на один рік.

### Сербія
Сербія отримала літаки МіГ-21 від колишньої Югославії, що упродовж 1962—1986 років придбала 261 винищувач.
Один з останніх сербських винищувачів було втрачено 25 вересня 2020 року, коли той впав у районі селища Брасіна під час виконання штатного льотного завдання.
В 2021 році останній МіГ-21 було виведено з експлуатації повітряних сил, а 21 травня 2021 року відбулась урочиста церемонія прощання з літаком, тип яких перебував на озброєнні 58 років.
На службі винищувачі МіГ-21 у Сербії замінюють на МіГ-29.

## Досвід використання

### Північний В'єтнам
ВПС Північного В'єтнаму використовували у повітряних боях проти американських бомбардувальників F-105 та винищувачів-бомбардувальників F-4. МіГ-21 були більш маневрені, але мали легше бортове озброєння (автоматична гармата проти американських ракет) і могли знаходитись в польоті значно коротший термін (45-55 хвилин). Американські F-4 також програвали у ближньому бою, через те, що вони були розроблені для іншої тактики (висотний бій з середньої та дальньої дистанції) і не мали на озброєнні гармати, а несли ракети «повітря-повітря». Тому в'єтнамці використовували тактику короткого і швидкого ближнього бою — «вдарив та тікай», а американці говорили, що у МіГа «короткі ноги». Американські бомбардувальні ескадрильї F-105 при нальотах на територію ДРВ зазнавали втрат, поки не вдалося влаштувати повітряний бій «сам-на-сам» F-4 проти МіГ-21. Під час відкритого повітряного бою 2 січня 1967 (Операція «Боло») північно-в'єтнамські ВПС втратили 7 МіГ-21 (весь склад 921-го полку ППО), після чого їх командування віддало наказ повернути або сховатись у хмарах. Американці не мали жодних втрат. Після цього бою ВПС ДРВ два місяці не підіймали свої МіГ-21 в повітря.

### Індія
976 літаків МіГ-21 експлуатувалося в Індії. Взагалі придбання Індією винищувачів МіГ-21 відкрило нову епоху для її ВПС. Це був перший бойовий літак не західного походження в її арсеналі. Повністю припинити експлуатацію заплановано у 2017 році.

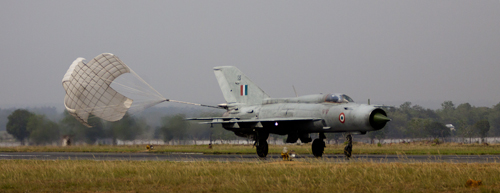
МіГ-21 «тип 77» ВПС Індії

11 грудня 2013 року перші чотири винищувачі МіГ-21, які брали участь у війні 1971 року з Пакистаном, виведені зі складу ВПС Індії.

В заяві ВПС говориться: 
|  | З 11 грудня рев форсажа МіГ-21ФЛ більше не буде чутний на базі Калакунда. |

 На церемонії прощання візьме участь командуючий ВПС маршал Н А К Браун (N A K Browne). Перші винищувачі цього типу поступили на озброєння ВПС в 1965 році і взяли участь у війні 1971 року, де зарекомендували себе з найкращого боку. В першому ж «надзвуковому бою» один з винищувачів вогнем бортової гармати збив пакистанський F-104 Starfighter, загалом до кінця війни МіГи збили чотири F-104, по два F-6 і F-86, один транспортний літак C-130 (за інформацією індійських джерел).

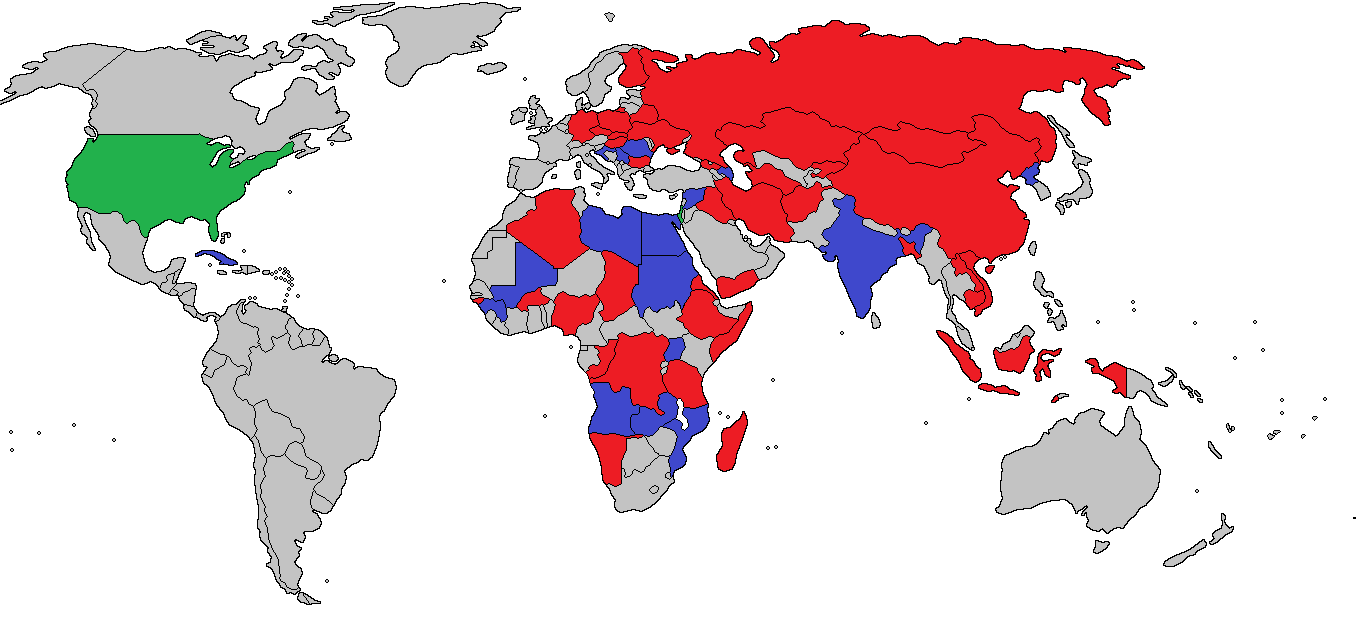
Поточні користувачі МіГ-21 позначені синім кольором, колишні червоним

«Міги» будуть замінені HAL Tejas.

### Хорватія
Хорватія здобула незалежність у 1991 році і спочатку використовувала три винищувачі МіГ-21, на яких пілоти перелетіли з аеродромів нової Югославії. Перший МіГ-21 був викрадений льотчиком ВПС Югославії капітаном Данилом Боровичем. 4 лютого 1992 року він перелетів на своєму МіГ-21біс з Бихача в Пулу. Ще 40 МіГ-21 було придбано в Україні в середині дев'яностих минулого століття. Половина з них стала донорами запчастин, а до служби в рядах Військово-повітряних сил Хорватії було залучено 16 одномісних літаків МіГ-21біс і 4 двомісних навчально-бойових МіГ-21УМ. В 2003 році вісім МіГ-21біс і чотири МіГ-21УМ були відремонтовані на заводах Aerostar в Румунії з модернізацією радіоелектронного обладнання для того, щоб виконати вимоги сумісності з НАТО. Два одномісних літаки було втрачено у вересні 2010 року в результаті зіткнення в повітрі, під час навчального польоту. Так на службі залишається тільки шість МіГ-21бісД (неофіційне, місцеве позначення модернізованих літаків) і чотири МіГ-21УМД, але не всі вони знаходяться в льотному стані.
З бюджетом на рівні 800 млн дол. Повітряні Сили Хорватії в 2007 р. почали пошук заміни МіГ-21 на 12 багатоцільових винищувачів. Були надіслані запити про надання інформації до фірм Dassault, Eurofighter, Lockheed Martin, РСК «МіГ» і Saab, а після отримання відповіді вибір швидко звузився до Gripen і F-16 Блок 52. Хорватські ЗМІ швидко підрахували, що F-16 Блок 52 в порівнянні з Gripen будуть приблизно на 10 % дорожче при покупці і приблизно на 50 % дорожче в експлуатації. Крім того, пілоти повинні більше літати, ніж на МіГ-21, для підтримки навичок на відповідному рівні. Кожний новий винищувач буде дорожчим за МіГ-21, і мова не лише про ціну придбання, а також і про витрати на експлуатацію. В результаті не було замовлено жодного нового літака. Протягом наступних років Saab направив кілька нових пропозицій, у тому числі в жовтні 2012, щодо десятирічної оренди восьми Ґріпенів, які б не вирішили фінансових проблем, все одно бюджетні можливості Хорватії були б перевищені. Хорватія також розглядала закупівлю вживаних літаків. Протягом певного періоду ходили наполегливі чутки про німецькі пропозиції викупу старих «Фантомів». Мабуть, ціна була досить доступною, але ніхто не розглядав дані пропозиції серйозно. Оскільки важко замінити радянський літак часів В'єтнамської війни його супротивником в тій же війні. Хоча Фантоми мали ресурс на кілька років експлуатації і є трохи більш технологічно просунутими, але коштують набагато дорожче в експлуатації, крім того, як показала та ж війна у В'єтнамі, маленький, швидкий і досить маневрений МіГ-21 в бою нічим не поступався Фантому.
8 липня 2013 р. у Загребі був підписаний контракт з ДК «Укрспецекспорт» та Міністерством оборони Республіки Хорватія. 29 листопада 2013 р. відбувся візит Міністра оборони Республіки Хорватія Анте Котромановича на Одеський авіаційний завод. Офіційна делегація хорватського оборонного відомства відвідала музей і цехи підприємства і ознайомилася з ходом модернізації винищувачів МіГ-21 на Одеському авіаційному заводі.
Українська модернізація передбачає не тільки проведення повного капітального ремонту, але й заміну аналогової апаратури на цифрову (частково, що стосується навігаційної та систем внутрішнього та зовнішнього зв'язку — чеського виробництва), ремонт радарів, встановлення GPS-навігаторів, устаткування, що дозволяє використовувати AIM-9 Sidewinder версій AIM-9L и AIM-9М.
Українські можливості даним переліком не обмежуються: хорватам пропонувалося поставити систему наведення та керування вогнем для Р-73, нові радари українського виробництва, нашоломну систему цілевказівки «Сура», тощо. Однак замовники обмежилися більш скромною модернізацією, як з огляду на фінансові міркування (загальна сума контракту становить 13,7 млн дол.), так і на терміни модернізації: навіть зі скороченою програмою модернізації, на один літак на заводі витрачається до 2,5 місяців при тризмінній організації праці, що є наслідком значно скорочених за останні роки виробничих можливостей, і, у першу чергу — нестачею кваліфікованого персоналу.
Перші два відремонтовані винищувачі прибули в Загреб з Одеси автомобільним транспортом 16 квітня, пізніше були отримані інші п'ять машин. Винищувачі ввійдуть до складу 91-ї авіабази в Загреб-Плесо після проведення випробувань.

## Аварії та катастрофи
- Загалом більше половини з 976, що використовувались у Індії, було втрачено внаслідок авіакатастроф[6]
- За іншими даними за 50 років експлуатації (1963—2013) з 793 МіГ'ів більше 350 було втрачено в авіакатастрофах, 170 пілотів загинули[7].
- За 2011 рік 5 літаків розбилось у Індії[6]
- 15 липня 2013 в Індії розбився черговий МіГ-21, пілот загинув.
- 27 травня 2014 року в районі Анантнаг на території Кашміра розбився двомісний винищувач МіГ-21УБ ВПС Індії, один з двох пілотів загинув.
- 31 січня 2015 року неподалік від села Бед штату Гуджарад розбився МіГ-21 індійських ВПС.
- 7 липня 2018 року під час показових польотів розбився МіГ-21 LanceR ВПС Румунії. Пілот катапультувався, але через отримані травми вижити не зміг[8].
- 18 липня 2018 року поблизу міста Кангра провінції Гімачал-Прадеш через технічну несправність розбився МіГ-21 індійських ВПС, пілот загинув[9].
- 27 лютого 2019 року МіГ-21 ВПС Індії був збитий (або розбився) пакистанськими військовими під час завдання бомбових ударів по табору підготовки терористів неподалік пакистанського міста Балакот. Це місто лежить біля кордону Пакистану зі спірним регіоном Кашмір, і за 80 кілометрів від «лінії контролю», яка є фактично кордоном між підконтрольними Індії і Пакистанові частинами Кашміру. Пілот був взятий у полон[10].
- 8 березня 2019 року в індійському штаті Раджастхан у районі міста Іканер після зіткнення з птахом розбився винищувач МіГ-21[11].
- 5 січня 2021 року в індійському штаті Раджастан через технічну несправність розбився винищувач МіГ-21, пілот катапультувався. Станом на початок року індійські ВПС мали на озброєнні 132 літака цієї моделі[12].
- 17 березня 2021 року, зранку, в Індії сталась авіакатастрофа винищувача Повітряних Сил Індії МіГ-21. В результаті падіння літака загинув льотчик капітан Гупта. Авіакатастрофа сталась при виконанні навчально-бойового завдання на авіабазі у центральній частині Індії[13].
- 20 квітня 2021 року в Румунії під час навчального польоту впав МіГ-21 національних повітряних сил. Льотчику вдалося своєчасно катапультуватися, він доставлений до лікувального закладу. Військовий літак розбився неподалік 71-ї авіаційної бази Повітряних сил Румунії[14].
- 29 травня 2021 року під час військового параду Лівійської національної армії (ЛНА, під командуванням Халіфа Хафтара) в Бенгазі впав винищувач МіГ-21, пілот загинув[15].
- 24 грудня 2021 року близько 20.30 за місцевим часом поблизу північного міста Джайсалмер (Індія) розбився винищувач ВПС МіГ-21, пілот загинув[16].

### ВПС СРСР (1970—1990)
| №  | Дата       | Літак     | Кількість загиблих |
| -- | ---------- | --------- | ------------------ |
| 1  | 06.02.1970 | МіГ-21У   | 1                  |
| 2  | 28.07.1970 | МіГ-21(І) | 1                  |
| 3  | 14.09.1970 | МіГ-21Р   | 1                  |
| 4  | 02.04.1971 | МіГ-21ПФ  | 1                  |
| 5  | 12.07.1971 | МіГ-21    | 1                  |
| 6  | 20.04.1972 | МіГ-21ПФ  | 1                  |
| 7  | 15.08.1972 | МіГ-21біс | 1                  |
| 8  | 19.02.1973 | МіГ-21біс | 1                  |
| 9  | 22.09.1973 | МіГ-21    | 1                  |
| 10 | 22.09.1973 | МіГ-21    | 1                  |
| 11 | 22.09.1973 | МіГ-21    | 1                  |
| 12 | 25.07.1974 | МіГ-21УС  | 1                  |
| 13 | 24.11.1977 | МіГ-21    | 1                  |
| 14 | 27.09.1979 | МіГ-21У   | 1                  |
| 15 | 02.04.1981 | МіГ-21У   | 1                  |

## Галерея

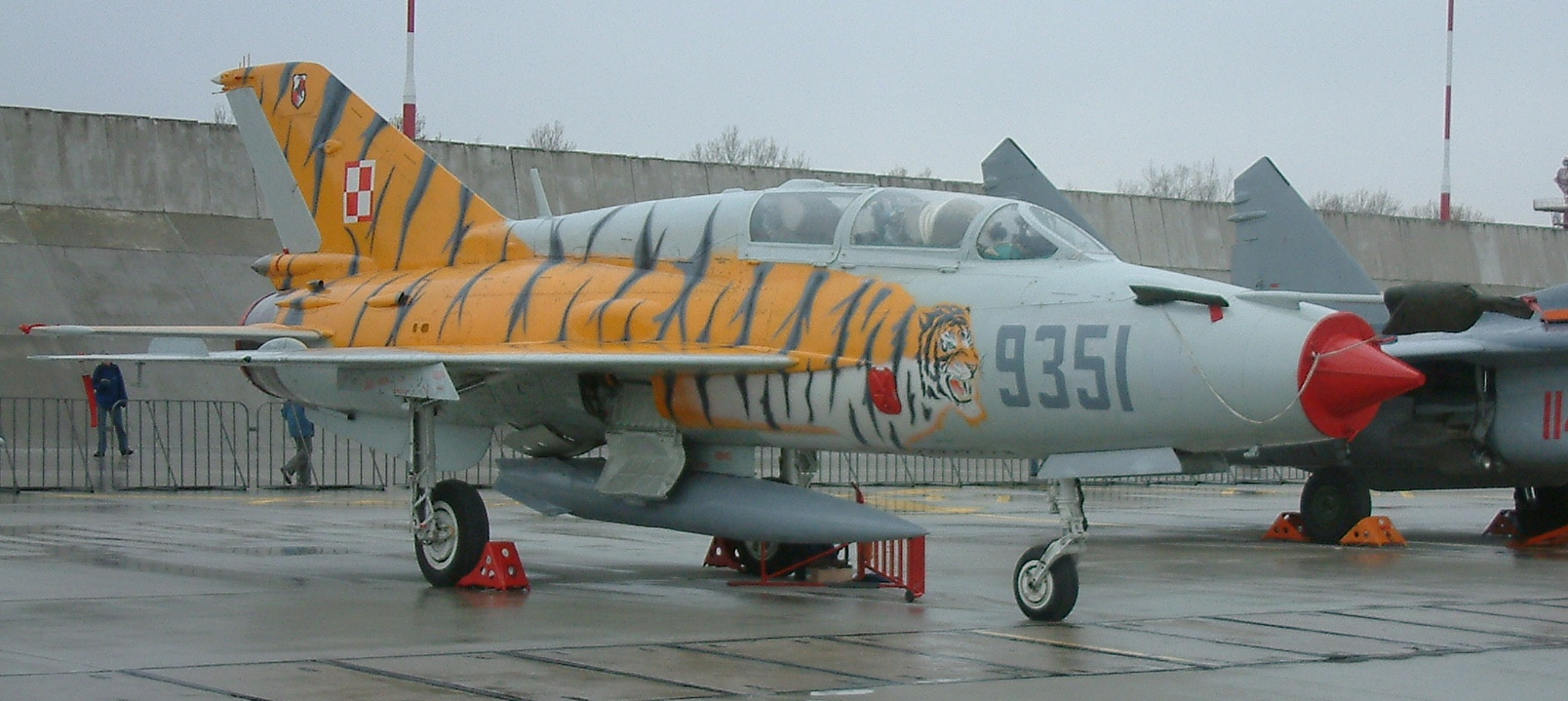
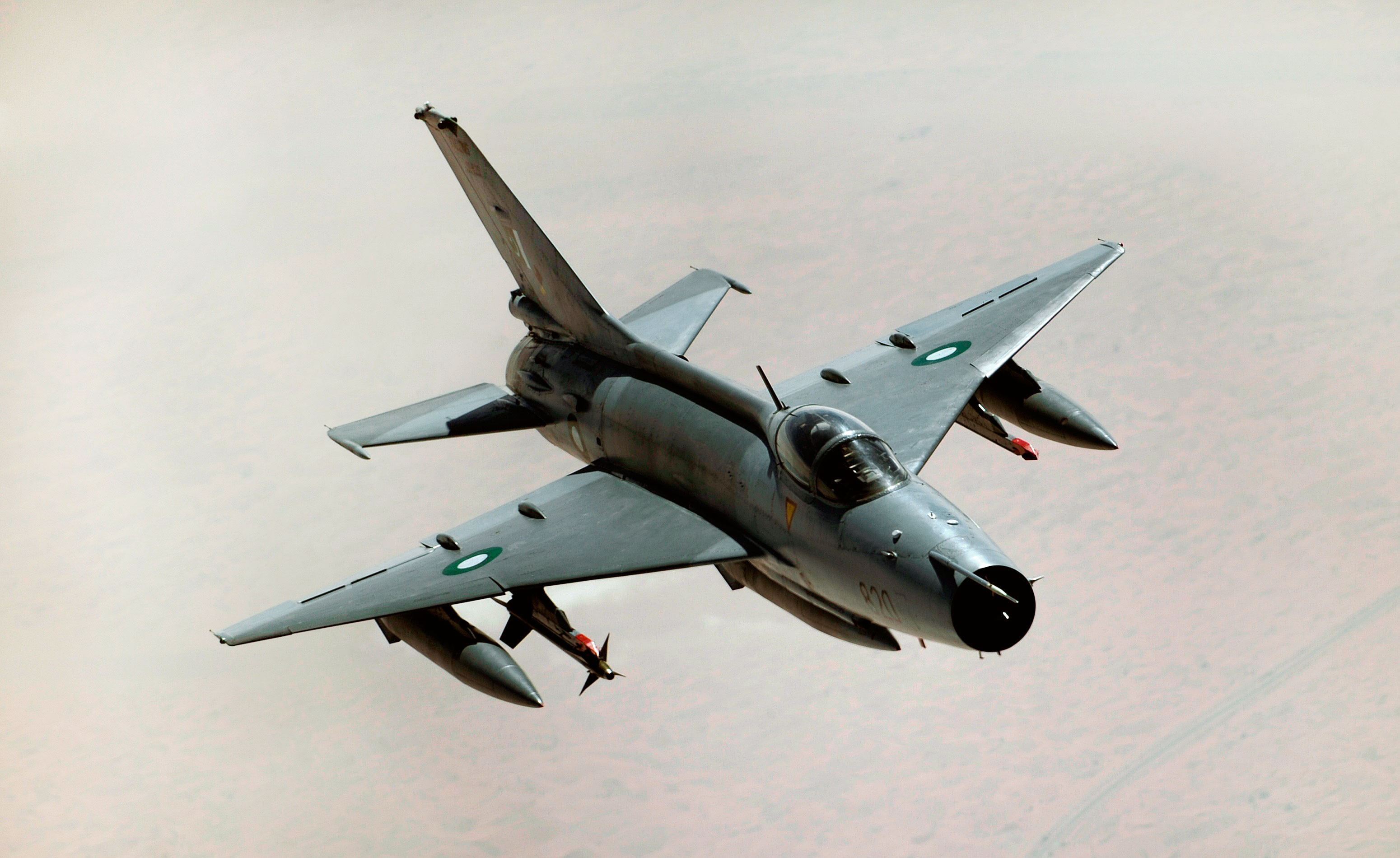
Chengdu F-7PG Повітряних сил Пакистану, 2009 рік
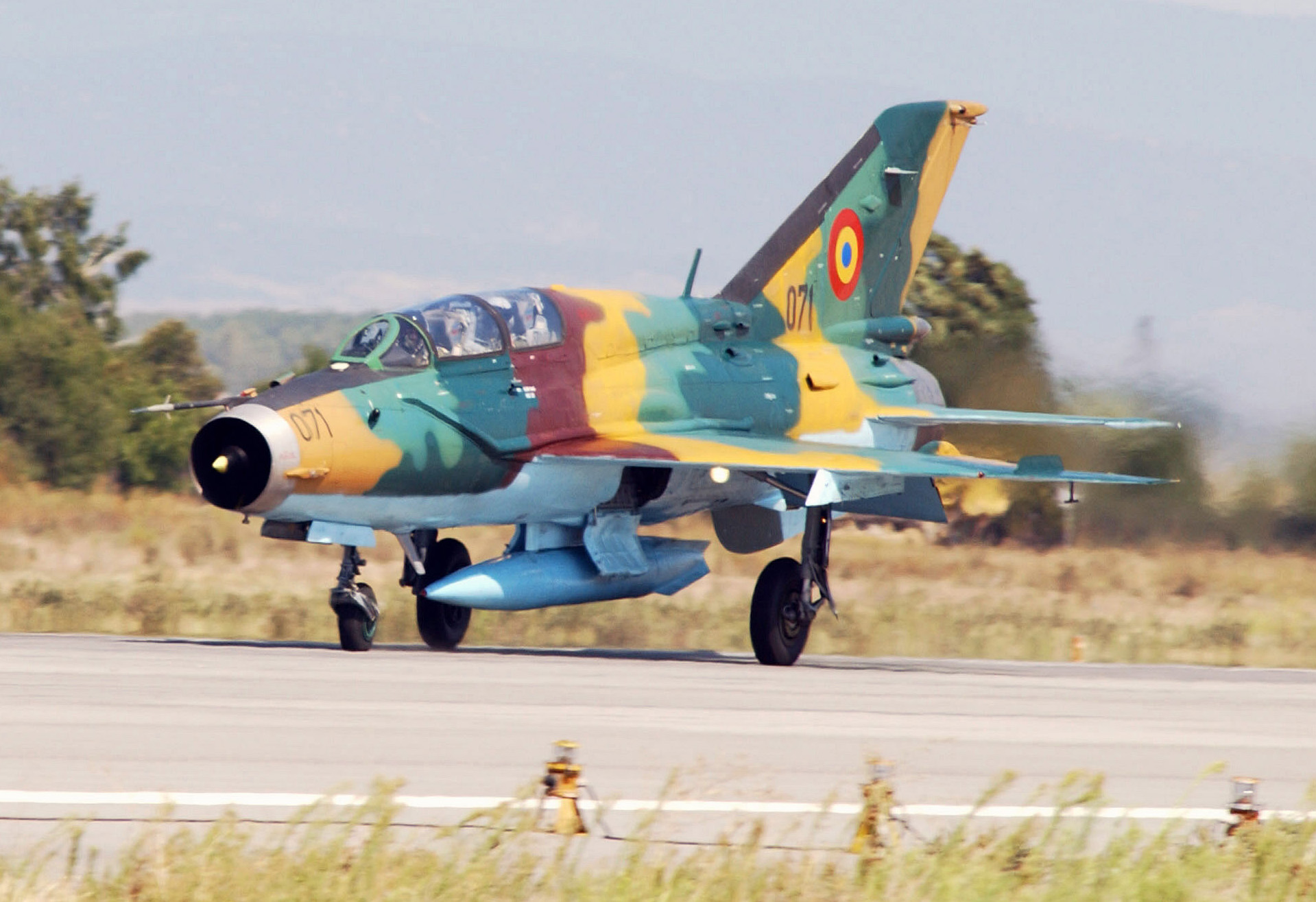
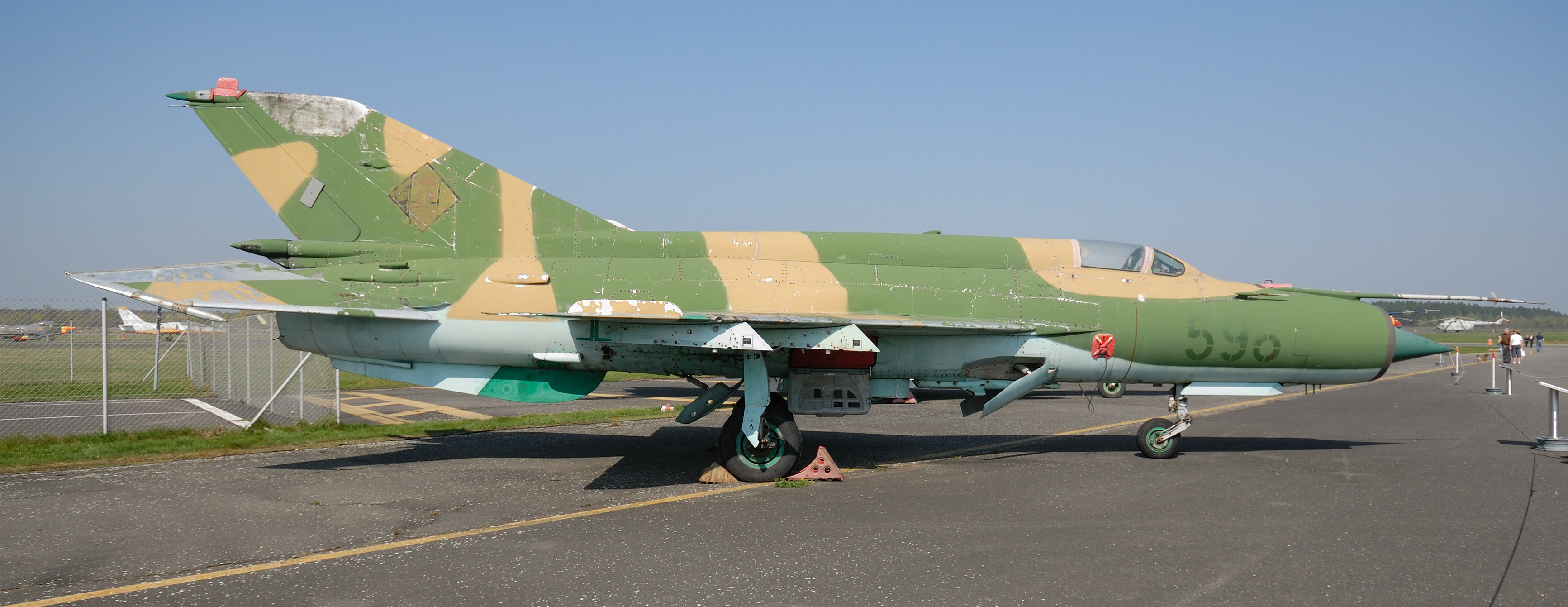
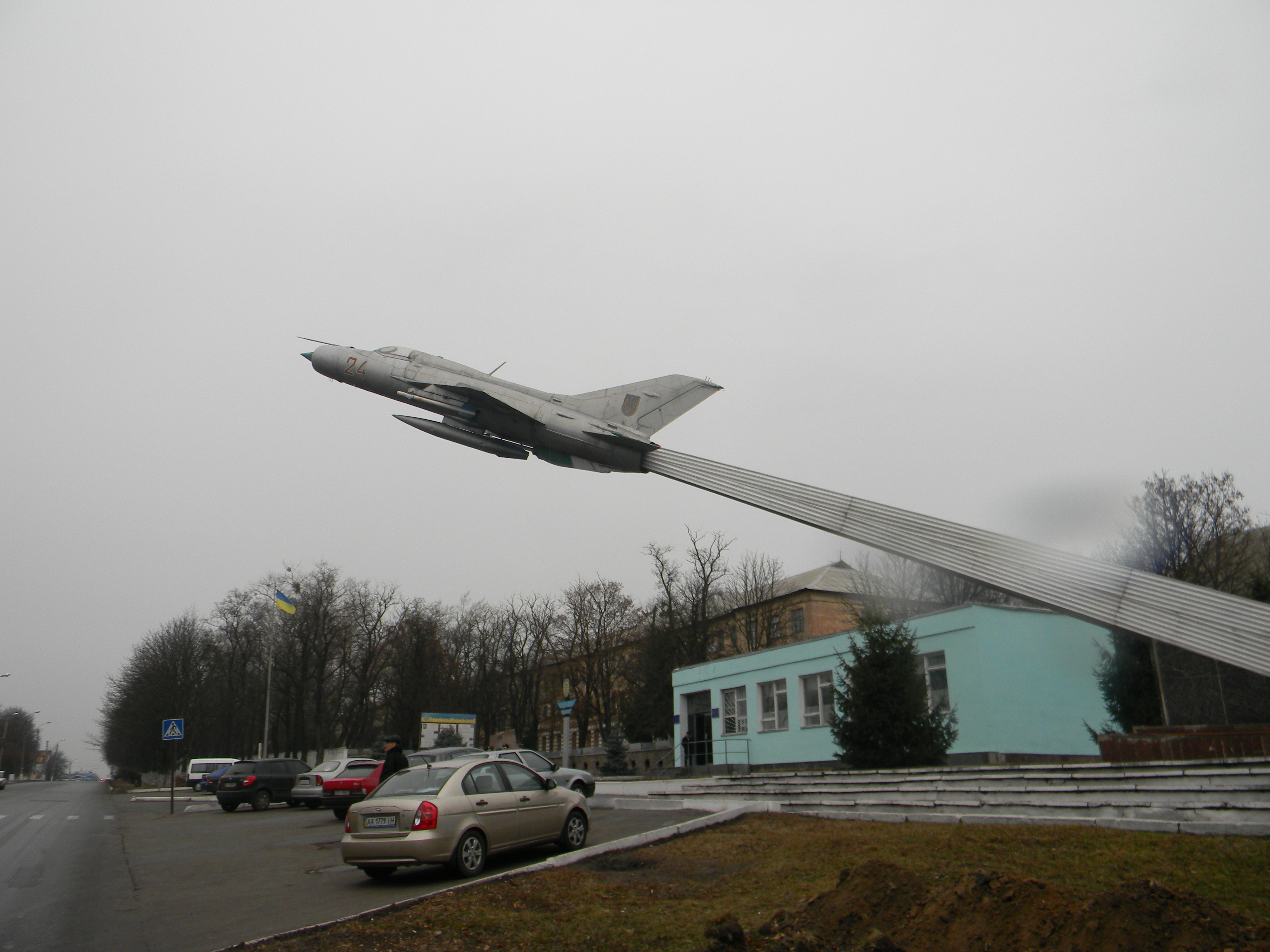
МіГ-21 біля прохідної Васильківського коледжу Військово-Повітряних Сил України
МіГ-21 на майдані Перемоги у Вінниці